# Mohamed Chaïb
Pour les articles homonymes, voir Chaïb.
Mohamed Chaïb (né le 20 mai 1957 en Algérie française) est un joueur de football international algérien, qui évoluait au poste de défenseur.
Il compte 70 sélections en équipe nationale entre 1979 et 1988.

## Biographie
Avec l'équipe d'Algérie, il dispute 70 matchs (pour aucun but inscrit) entre 1979 et 1988. Il figure notamment dans le groupe des 23 joueurs lors des CAN de 1984 et 1986.
Il participe également à la coupe du monde 1986.
- International algérien de 1979 à 1988
- Premier match le 25/9/1979:  Algérie - Turquie (1-0)
- Dernier match le 26/3/1988:  Maroc - Algérie (1-1)
- Nombre de matchs joués: 41  (plus 12 matchs d'application)
- Participation à 3 Coupes d'Afrique des Nations (1984, 1986, 1988)
- Participation aux Jeux Méditerranéens de 1979

## Palmarès

### En Sélection
- Médaillé de Bronze aux Jeux Méditerranéens de 1979 à Split

- Vainqueur de la Coupe de l'independance d'Indonésie - Jakarta 1986